# Ilex manitzii
Ilex manitzii är en järneksväxtart som beskrevs av P.A.González. Ilex manitzii ingår i släktet järnekar, och familjen järneksväxter. Inga underarter finns listade i Catalogue of Life.